# Moloch ostnitý
Moloch ostnitý (Moloch horridus) je australský ještěr z čeledi agamovitých. Je to bizarní, pomalé stvoření pokryté ostny a kožními růžky. Jeho podivný, poněkud hrozivý vzhled mu vysloužil jméno: Moloch, známý z Bible, byl strašný démon, který se živil malými dětmi. Skutečný moloch ostnitý je však zcela neškodná, malá ještěrka živící se výhradně mravenci.
Moloch ostnitý je jediný zástupce rodu Moloch.

## Popis
- Délka těla: 15–20 cm
- Hmotnost: 33–88 g

Moloch ostnitý je podsaditý ještěr s tělem pokrytým kónickými ostny. Knoflíkovitý výrůstek na týlu ještěra zřejmě slouží jako „falešná hlava“ k oklamání predátorů. Samice jsou větší než samci. Moloch má schopnost barvoměny – v teple, nebo je-li aktivní, je moloch světle žlutý nebo okrový s červenavými skvrnami, vylekaný moloch je tmavší, stejně tak, je-li chladno. Schopnost změnit barvu, společně s členitým povrchem, mu poskytuje vynikající mimikry, živočich snadno splyne se svým okolím.
Vzhledem je moloch pozoruhodně podobný severoamerickým ropušníkům (Phrynosoma sp.), kteří žijí podobným způsobem života, ale patří do čeledi leguánovitých, nejsou příbuzní molocha. Jejich podobnost je výsledkem konvergentní evoluce.

## Rozšíření a stanoviště
Moloch ostnitý žije v písčitých pouštích a suchých planinách jižní, západní a centrální Austrálie.

## Biologie
Moloch ostnitý žije na zemi, v otevřené krajině. Pohybuje se pomalu a trhaně, studené noci a horká poledne přečkává v úkrytu, zbytek dne pak tráví hledáním potravy. Moloch je potravní specialista, živí se pouze mravenci, zvláště rodu Iridomyrmex. Odhaduje se, že za minutu zkonzumuje 24 – 45 mravenců, při jediném krmení jich pak spořádá velké množství (odhad: 675 až 1000 až 2500 jedinců).
Moloch má kůži pokrytou hydroskopickými rýhami, které vedou přímo do koutků úst ještěra. Rosa, která kondenzuje na jeho zádech, mu pak stéká přímo do tlamy.
Během roku jsou molochové aktivní na jaře a na podzim, zimu a nejteplejší letní měsíce prospí ve vyhrabaných doupatech. Páří se v srpnu a září, kdy opouštějí svoje teritorium a vydávají se na dlouhé cesty za ostatními jedinci svého druhu. Jsou vejcorodí, samice klade 3 – 10 vajec do podzemní nory.
Moloch ostnitý má i přes svou kamufláž a ostny mnoho nepřátel. V nebezpečí zasune hlavu mezi přední končetiny a predátorovi nabízí k útoku jen hlavu falešnou, také se umí nafouknout vzduchem. V přírodě jej loví varani a také draví ptáci.

## Moloch ostnitý v českých zoo
Protože je moloch potravní specialista, na celém světě jej chová jen několik málo zoologických zahrad. V Česku není v současnosti (2021) chován.